# Корисні копалини Польщі
Корисні копалини Польщі.

## Загальна характеристика
На початку XXI ст. в П. нараховують понад 70 різних к.к. Найважливіші з них представлені в табл. 1. Серед країн ЄС Польща займає за запасами бурого вугілля 6-е, кам'яного вугілля та срібла — 7-е, міді — 8-е, свинцю та цинку — 10-е місце [Ґлюкауф, № 1, 2002].
Табл. 1. Запаси основних корисних копалин Польщі (1998/99)
| Корисні копалини                         | Запаси       | Запаси   | Вміст корисного компоненту в рудах, % | Частка у світі, % |
| Корисні копалини                         | Підтверджені | Загальні | Вміст корисного компоненту в рудах, % | Частка у світі, % |
| Барит, тис. т                            | 1000         | 2000     | 50 (BaSO4)                            | 0,3               |
| Залізні руди, млн т                      | 300          | 800      | 30 (Fe)                               | 0,2               |
| Золото, т                                |              | 30       |                                       |                   |
| Калійні солі в перерахунку на К2О, млн т | 10           | 20       | 10 (К2О)                              | 0,1               |
| Мідь, тис. т                             | 22200        | 36000    | 1,69 (Cu)                             | 3,3               |
| Нафта, млн т                             | 5,5          |          |                                       |                   |
| Природний горючий газ, млрд м3           | 149          |          |                                       | 0,1               |
| Свинець, тис. т                          | 2380         | 3890     | 1,3 (Pb)                              | 2                 |
| Срібло, т                                | 66000        | 81000    | 50 г/т                                | 12,1              |
| Вугілля, млн т                           | 42100        | 14478    |                                       |                   |
| Цинк, тис. т                             | 6942         | 12037    | 3,7 (Zn)                              | 2,5               |
| Уран, тис. т                             |              | 13,7     | 0,06                                  |                   |

## Окремі види корисних копалин
Вуглеводні. Запаси нафти в 1987 складали всього бл. 2 млн т, і внутрішні потреби країни задовольнялися в основному за рахунок імпорту. За даними 1996, запаси природного газу в Польщі оцінювалися в 121 млрд м³. Родов. нафти і природного газу (бл. 250) знаходяться в межах Центральноєвропейського, Північно-Передкарпатського і Карпатського нафтогазоносних басейнів (НГБ).
Центральноєвропейський НГБ охоплює платформні області П. Переважна кількість родов. знаходиться на Передсудетській монокліналі і в Помор'ї. Найзначніші родов.: нафтові — Камень-Поморскі, Дашево; газові — Богдай-Уцехув, Жухлюв, Вешховіце, Тархали, Равіч, Чешув, Гожіслав, Боженцін. Родов. газу в осн. пов'язані з теригенними відкладами ниж. пермі і в меншій мірі з верхньопермськими карбонатними породами, до яких приурочені поклади майже всіх нафтових родовищ. Нафти сірчисті, густиною 850—870 кг/м3. Гази переважно метанові, часто з високим вмістом азоту і домішкою гелію. Глиб. залягання покладів 1-3,5 км. Північно-Передкарпатський НГБ знаходиться в Передкарпатському прогині. У зовн. частині прогину знаходяться переважно газові родов., поклади яких приурочені до г.п. від девону до міоцену (міоцен — осн. газоносний горизонт). Найзначніші газові родов.: Перемишль-Яксманіце, Красне-Альбігова, Любачів, Тарнів, Каньчуга, Вигода, в Ясельсько-Кросненському нафтовому районі, а також у Балтійському морі і інш. Гази в осн. метанові, з невеликим вмістом азоту. Нафтові родов. дрібні. Нафти малосірчисті, від важких до легких. Глибини залягання родов. нафти і газу від сотень м до 1,5-2,5 км. Карпатський НГБ охоплює флішеві покривала Зовнішніх Карпат. Родов. переважно нафтові, рідше газові, нафтогазоносність пов'язана з крейдо-палеогеновим флішем. Нафти переважно легкі, малосірчисті. Родов. багатопластові, складної будови, залягають на глиб. від сотень м до 3,5 км (Ванькова, Потік, Харкльова-Погожіна і інш.).
Вугілля. У кінці 1980-х років запаси вугілля в Польщі оцінювалися приблизно в 40 млрд т; у 1996 — в 65 млрд т. Основні родовища кам'яного вугілля в Польщі знаходяться в Сілезії, а також в Валбжіхському і Люблінському басейнах. Станом на 2000 р у країні є 112 родов. вугілля з ресурсами 61500 млн т [World Coal. — 2001. — 10, № 11. — Р. 27-31]. Серед енергетичних ресурсів найбільше значення має кам'яне вугілля (ресурси 64,9 млрд т на глибині до 1000 м, 1999). Запаси кам'яного вугілля на 2001 р: балансові — 16 млрд т (у 1990 р — бл. 30 млрд т), промислові — 7,5 млрд т, видобувні — 5 млрд т (за Є.Кіцкі, 2002). Родов. кам'яного вугілля знаходяться в Верхньосілезькому кам'яновугільному бас. (на півдні), Нижньосілезькому вугільному бас (на півд.-зах.) і Люблінському вуг. бас. (на півд.-сх.). З розвіданих запасів кам. вугілля бл. 67 % складають енергетичні, інші — коксівне вугілля. Вугільні пласти залягають у відкладах верх. карбону. Потужність вугленосної товщі Верхньосілезького бас. 6,0-2,5 км. Розвідано дек. сотень пластів вугілля, найпотужніші з них до 20 м. На заході вугільна товща зім'ята в дисгармонійні, а в іншій частині бас. в пологі складки, ускладнені численними скидами і зсувами. Потужність вугленосної товщі Нижньосілезького басейну понад 1,5 км. Вона містить дек. десятків пластів вугілля, переважають пласти потужністю 1,2-1,5 м, бл. 50 % коксівного вугілля. Умови залягання складні. Потужність вугленосної товщі Люблінського бас. бл. 0,7 км. Вона містить 90 пластів, переважно потужністю 0,9-1,3 м. Вугілля в осн. енергетичне. Залягання вугільних пластів спокійне. Покрівля вугленосної товщі на глиб. 450—750 м.
У Верхній Сілезії, крім кам'яного вугілля, є також метан (понад 90 км3).
Буре вугілля знаходиться передусім у західній і центральній Польщі, видобувається відкритим способом у Турошівському, Белхатівському, Конінському районах бурого вугілля.
Залізняк зустрічається в родов. магматичного і осадового походження. До перших належить родов. Кшемянка, пов'язане з анортозитами протерозойського кристалічного фундаменту в межах Мазурсько-Сувалковського підняття. Руди ільменіт-магнетитового складу, з сер. вмістом Fe 27 %; присутні також титан і ванадій. Осадові родов. залізняку відомі в Судетах (Ковари), на Краківсько-Сілезькій монокліналі (Ченстоховський район), на околиці Свентокшиських гір (Конське) і в Помор'ї (Лобез). Руди сидеритового складу пов'язані з відкладами ниж. і сер. юри; сер. вміст Fe бл. 30 %, є домішки фосфору і сірки. У 1962 році в околиці Сувалок відкрито дуже багаті (за оцінками — 1 млрд т) поклади магнетиту з домішками титану і ванадію.
Мідь. Польща має найбільші в Європі підтверджені і загальні запаси міді (1999). Осадові родов. мідних руд, одні з найбільших у світі, знаходяться в межах Передсудетської монокліналі і приурочені до відкладів цехштейну. Мідні мергелі і сланці залягають у болеславіцько-злоторийській мульді, а також між Лубіном і Глоговом (Лєгніцько-Глоговський мідний район). Руди представлені мідноносними сланцями, пісковиками і мінералізованими міддю вапняками та доломітами (карбонатна руда). Сер. потужність мідноносних осадів 2 м, вміст Cu 0,8-2,5 %. Гол. рудні мінерали — халькозин, борніт і халькопірит. Руди містять також домішки срібла, свинцю, нікелю, кобальту, ванадію, золота, платини, кадмію, рутенію і інш. елементів. Рудні тіла простежені на глиб. 800—1800 м. Родов. Північно-Судетської мульди пов'язані з осадово-вулканогенними породами. Вміст Cu в них 0,5-0,8 %, сер. потужність рудоносних пластів 0,5 м.
Нікель. Родов. нікелевих руд Шкляри відоме в Ниж. Сілезії. Силікатно-нікелеві руди пов'язані з корою вивітрювання серпентинітів палеозою, потужністю до 8 м. Сер. вміст Ni 0,7 %, Fe 10-15 %, Со 0,04 %. Крім цього, є поклади руд нікелю у Зомбковіці Сілезькій.
Поліметали. Запаси свинцевих і цинкових руд в П. значні. За підтвердженими запасами свинцю Польща посідає 1-е місце в Зах. Європі (1999), а цинку — 2-е місце (після Ірландії, 1999). Поліметалічні родов. виявлені на півдні країни, i у Верх. Сілезії, де вони приурочені до доломіту сер. тріасу. Головні з них — Битом, Поможани, Тшебьонка, Олькуш, Завєрце. Поклади жильні, лінзові і пластові. Є також штоко- і трубоподібні поклади потужністю до 40 м. Руди переважно сульфідні (складені сфалеритом і ґаленітом); на невеликих глибинах а зоні окиснення зустрічаються галмейні руди. Вміст Pb 1,2-1,5 %, Zn 5-6 %; попутні компоненти — срібло, талій, мідь, арсен, молібден, кадмій. Генезис рудних тіл спірний. Глиб. залягання 20-250 м. Руди цинку і олова знаходяться також в околицях Олькуша, Болеславля, Хжанова і Зав'єрця.
Срібло. За підтвердженими і загальними запасами срібла Польща займає 1-е місце в Європі (1999). У Польщі 67 % підтверджених запасів срібла зосереджено в рудах мідних родовищ Любін (15.4 тис. т), Рудна (15 тис. т), Полковіце-Серошовіце (13.7 тис.т) Лєгніце-Глогувського рудного району. Руди характеризуються високою якістю. Середній вміст срібла в них коливаються від 34 до 73 г/т. Із цих родовищ в Польщі добувається до 98 % срібла. Інші запаси пов'язані з свинцево-цинковими рудами з низькими вмістами срібла.
Калійні солі супроводять поклади кам. солі цехштейну. Найбільші поклади поліґаліту виявлені на півночі, в районі Пуцької затоки (Хлапово, Мерошино, Сважево), де поліґаліт утворює лінзи потужністю 6-75 м на глиб. 30-225 м вміст K2O 7-13 %. Поклади поліґаліту є над Гданською бухтою.
Гірничохімічна сировина. В цій царині основну роль відіграють сірка (її поклади оцінюються на 629 млн т) і кам'яна сіль (80 млрд т). Родов. самородної сірки, відкриті у 1953, належать до числа найбільших у світі і розташовані в півн. частині Передкарпатського прогину. Головне з них — Тарнобжег (Пясечно, Махів, Єзірко). Родов. пластового типу (Гжібув, Рудники, Барану, Махув і інш.) пов'язані з гіпсом і ангідритами міоцену, в яких вони заповнюють каверни і тріщини. Потужність сірковмісних пластів від дек. м до перших десятків м. Сер. вміст S у породі 25 %, глиб. покладів від 20 до 350 м. Виявлені родов. сірки також біля Лубачева (Горинець, Башня).
Кам'яна сіль знаходиться на Підкарпатті (Бохня, Вєлічка, Ленжковіце, Сєдлець) та у вигляді соляних стовпів у північно-східній Великопольщі, а також на Куявії (Іновроцлав, Гура, Клодава, Ізбіца, Рогізно, Могільно). Родов. кам'яної солі є складовою частиною комплексу порід цехштейна в платформній частині країни (Дамаславек, Ізбіца, Любень, Ланіта і інш.) і сер. міоцену в Передкарпатському прогині (Ленжковіце, Войніч і інш.). Характерне утворення соляних куполів. Найбільші родов. пермських солей — Клодава, Гура, Іновроцлав, Могільно (є включення лінз калієво-магнієвих солей), міоценових — Вєлічка, Бохня.
Фосфорити. Родов. фосфоритів (Рейон-Ілжа і інш.) розташовані в півн. обрамленні Свентокшиських гір. Фосфорит утворює конкреції (17-28 % від маси г.п.) в пісках і мергелях ниж. крейди. Продуктивний горизонт має потужність до 25 м. Глиб. залягання пластів від дек. десятків до 300 м.
Польща має численні родов. нерудних буд. матеріалів, що включають бл. 30 видів мінеральної сировини. Серед них найбільше значення мають граніти кам'яновугільної доби і докембрійські мармури Ниж. Сілезії, облицювальні пісковики верх. крейди в окрузі Нова-Руда і верх. юри на схилах Свентокшиських гір, вапняки для цем. і хім. промисловості, пов'язані з відкладами девону і юри в Свентокшиських горах, девону і тріасу в Сілезько-Краківському районі, облицювальні вапняки палеогену- неогену та інш. Багаті поклади нерудних буд. м-лів залягають у Судетах і на Судетському Передгір'ї (граніти, сієніти, габро, порфіри, мелафіри, діабази, базальти, кварцові сланці, мармури, пісковики), на краю Свентокшиських гір (пісковики, вапняки), на Любельській височині і в околиці Холма (мергелі і крейдові вапняки), у Нідзіанській мульді (гіпси), на Куявії і Краківсько-Ченстоховській височині (вапняки). На всій тер. П. піски, глини, гравій та ілювій.
Крім того, на тер. П. виявлені числ. поклади торфу, жильні родов. бариту (околиці Валбжиха), гіпсу (Джишлав, Ніда), дорогоцінних і виробних каменів (Янтар, Пагурки-Зах, Йорданув) і інші.
Польща має багаті ресурси геотермальних вод. Найбільші з них розташовані між Коніном і Лодзю, Познанню і Пілою, в околиці Щецина і на Підхаллі. У Пижицях (Західнопоморське воєводство) діє перша у Польщі геотермічна теплоцентраль (запущена до експлуатації у 1996 році). Є численні лікувальні мінеральні джерела з хлоридними водами, вуглеводневими і сірковими водами (передусім у Судетах і Бескидах).